# Koninklijke Vereniging van Officieren, Ridders der Militaire Willems-Orde
De Koninklijke Vereniging van Officieren, Ridders der Militaire Willems-Orde is een voormalige Nederlandse veteranenorganisatie.

## Geschiedenis
Standsverschil en de oude gewoonten van hun militaire loopbaan voorkwamen dat àlle ridders in de Militaire Willems-Orde zich in één vereniging verzamelden. Zo ontstond in 1935 de "Vereeniging van Officieren van Land- en Zeemacht en Civiele Ambtenaren in Nederland en Koloniën, Ridders der Militaire Willems-Orde.
Kennelijk wilde men zo veel mogelijk maatschappelijke groepen en geledingen omvatten. Aan burgers, ook zij konden in de Orde worden opgenomen maar dat was sinds de laatste benoeming van een burger in 1815 misschien in vergetelheid geraakt, was niet gedacht en ook de luchtvaart ontbreekt.
De naam van de vereniging was zo lang dat men er al in 1936 de Vereeniging van Officieren, Ridders der Militaire Willems-Orde van maakte. Op 27 april 1937 werd de vereniging het predicaat Koninklijk toegekend.
De vereniging fuseerde op 25 april 1970 met de al in 1922 opgerichte Koninklijke Bond van ridders in de Militaire Willems-Orde beneden de rang van officier en beiden vormden de Koninklijke Vereniging van Ridders der Militaire Willems-Orde.